# Finnische Badmintonmeisterschaft 2022
Die Finnische Badmintonmeisterschaft 2022 fand vom 9. bis zum 11. Juni 2022 in Vantaa statt.

## Medaillengewinner
| Disziplin    | Gold                            | Silber                          | Bronze                          |
| ------------ | ------------------------------- | ------------------------------- | ------------------------------- |
| Herreneinzel | Kalle Koljonen                  | Joakim Oldorff                  | Iikka Heino                     |
| Herreneinzel | Kalle Koljonen                  | Joakim Oldorff                  | Jesper Paul                     |
| Dameneinzel  | Nella Siilasmaa                 | Heidi Puro                      | Sai Abhijna Brahmakal           |
| Dameneinzel  | Nella Siilasmaa                 | Heidi Puro                      | Hanna Karkaus                   |
| Herrendoppel | Tony Lindelöf Joakim Oldorff    | Henri Aarnio Marko Pyykönen     | Anton Kaisti Jesper Paul        |
| Herrendoppel | Tony Lindelöf Joakim Oldorff    | Henri Aarnio Marko Pyykönen     | Juha Honkanen Jere Övermark     |
| Damendoppel  | Mathilda Lindholm Jenny Nyström | Noora Nokkala Heidi Puro        | Tuuli Härkönen Elina Niiranen   |
| Damendoppel  | Mathilda Lindholm Jenny Nyström | Noora Nokkala Heidi Puro        | Henna Hietamäki Paula Petäys    |
| Mixed        | Anton Kaisti Iina Suutarinen    | Julius von Pfaler Jenny Nyström | Marko Pyykönen Karoliine Kaisti |
| Mixed        | Anton Kaisti Iina Suutarinen    | Julius von Pfaler Jenny Nyström | Jere Övermark Elina Niiranen    |